# フランソワ・モーリアック
フランソワ・モーリアック（モリヤック、François Mauriac 発音例, 1885年10月11日 - 1970年9月1日）は、フランスのカトリック作家。息子にクロード・モーリアック、外孫にアンヌ・ヴィアゼムスキーがいる。
1926年にアカデミー・フランセーズ賞を受賞し、1952年にはノーベル文学賞を受賞した。なおアカデミー・フランセーズ賞受賞者としては初のノーベル文学賞受賞者であった。

## 生涯
ボルドーの中産階級の家に生まれ、敬虔なカトリックの母に育てられた。1906年にパリに出て、フランス国立古文書学校に入学したがまもなく退校した。文学に専念し、《現代誌 Revue du Temps Présent》に寄稿するかたわら、1909年に処女詩集『合掌 Les mains jointes』を発表し、モーリス・バレスの賞賛を得る。第一次世界大戦に従軍し、戦後の1922年『癩者への接吻 La baiser au lépreux』を発表して小説家としての地位を確立し、次いで1923年『火の河 La fleuve de feu』『ジェニトリクス Génitrix』を発表後、1925年『愛の砂漠 Le désert de l'amour』によってアカデミー・フランセーズ賞を得た。また、1927年『テレーズ・デスケルウ Thérèse Desqueyroux』、1932年『蝮のからみあい Le nœud de vipères』などを発表したほか、『イエスの生涯 La Vie de Jésus』やラシーヌ、パスカルを論じたものや小説論もある。
戦前は反ファシストの論陣を張り、第二次世界大戦中は反ナチス抵抗運動に参加。その記録を『黒い手帖 Cahier noir』(筆名フォレ、1943年）として地下出版の深夜叢書から刊行した。戦後は急進カトリック派の重要人物として、保守主義の立場から実存主義と共産主義に対決している。1952年にノーベル文学賞を受賞している。

## 作風
彼は背景や題材を多く故郷のボルドー地方の風物、古い伝統や因習の殻に閉じこめられた地方的な家庭生活に採り、個人と家庭、信仰と肉の葛藤、エゴイズムと宗教意識の戦いを主なテーマとした。病的なほどに我執や肉欲にとらわれる人間の内面を執拗に分析して、神なき人間の悲惨を描いた。表現は独自の内的独白の手法により、文体は古典的で端正、精緻で、構成もきわめて巧妙、深刻な道徳問題を取り扱った心理小説家として独自の地位を保つ。遠藤周作や三島由紀夫に影響を与えた。

## 作品（上記以外のもの）
小説
- La fin de la nuit　1935年
- Les chemins de la mer　1939年
- La Pharisienne　1941年
- 『日記 Journal』5巻　1934年 - 1953年

劇作
- Asmodée  1938年
- Le bâillon dénoué après quatre ans de silence

## 邦訳
- ペルエイル家の人々 辻野久憲訳.作品社,　1935
- 失はれしもの 原百代訳 恋愛小説選集 三笠書房,1936

- イエス伝 辻野久憲訳 野田書房　1937　のち角川文庫　
  - イエスの生涯 杉捷夫訳 新潮社,1950.　のち文庫

- 愛の沙漠 杉捷夫訳 白水社　1939　のち新潮文庫
  - 愛の砂漠 新庄嘉章,中島公子訳　1964.角川文庫
  - 愛の砂漠　遠藤周作訳　世界文学全集 講談社,1970.
  - 愛の砂漠　高橋たか子訳　世界文学全集 学習研究社,1978.9.

- 宿命 原百代訳.昭森社　1940
- 炎の河 二宮孝顕訳.青光社,　1940
  - 火の河 秋山晴夫訳.1953.角川文庫
- アスモデ 屋根を剥ぐ悪魔　二宮孝顕訳.甲鳥書林　1941　
  - アスモデ・愛されぬ人々 二宮孝顕訳.新潮社,1953.現代フランス戯曲叢書
- 遺書 鈴木健郎訳.筑摩書房　1941
- 知識の悪魔 井上究一郎訳.白水社　1941
  - 知識の悪魔(若林真訳) 世界の文学 中央公論社,1963.

- テレーズ・デケイルゥ 杉捷夫訳　細川書店,1949　のち新潮文庫　
  - テレーズ・デスケールー 高橋たか子訳 世界の文学 中央公論社,1963.
  - テレーズ・デスケイルウ 村松剛訳　1964.角川文庫
  - テレーズ・デスケールー(遠藤周作訳、世界文学全集 20世紀の文学 集英社,1966 のち講談社文庫、文芸文庫
  - テレーズ・デスケルー　福田耕介訳　上智大学出版　2020.9
- 医院におけるテレーズ ホテルにおけるテレーズ(村上光彦訳)世界文学全集 20世紀の文学 集英社,1966.
  - テレーズ・デスケールー 前田総助訳.青山社,1982.3.

- モーリヤック小説集 第1巻　癩者への接吻,母(ジェニトリックス) 萩原弥彦訳 目黒書店　1951.
  - 癩者への接吻・母 辻野久憲訳.1953.角川文庫
- モーリヤック小説集 第11巻.偽善の女 柳宗玄訳　目黒書店,1951.
- モーリヤック小説集 第7巻.蝮のからみあい 鈴木健郎訳　目黒書店　1951　のち新潮文庫　
  - 蝮のからみ合い 中島公子訳 キリスト教文学の世界 主婦の友社,1977.11.
- モーリヤック小説集 第8巻.夜の終り 杉捷夫訳　目黒書店　1951.　のち新潮文庫　
  - 夜の終り 中島昭和訳　世界文学全集 集英社,1979.3.

- モーリヤック小説集 第9巻　黒い天使 有永弘人訳　1951.
  - 黒い天使たち 石川宏訳　モーリヤック著作集 3　春秋社,1982.9.

- パリサイ女 柳宗玄訳.1953　新潮文庫
- ガリガイ 新庄嘉章訳.新潮社,1954.現代フランス文学叢書
- 小説と作中人物 川口篤訳　ダヴィッド社,1957.現代小説作法
- 仔羊 新庄嘉章訳.春陽堂書店,1958.
- 十八番目はチボー先生 杉捷夫訳.岩波少年文庫 1958
- 日記 1952-1957 第1-2 村上光彦,山崎庸一郎訳.みすず書房,1961.
- パスカルとその妹 安井源治,林桂子訳.理想社,1963.実存主義・叢書
- 内面の記録 杉捷夫,菅野昭正訳.紀伊国屋書店,1964.
- ドゴール 岡部正孝訳.河出書房新社,1966.
- 内面の記録 続 杉捷夫訳.紀伊国屋書店,1969.
- モーリヤック著作集 1　癩者への接吻 若林真訳 火の河 上総英郎訳 ある人生の始まり 南部全司訳 エッセー(パスカル論・モーツァルト論) 安井源治訳 春秋社,1982.6.
- モーリヤック著作集 5　パリサイの女 石川宏訳 小羊 中条忍訳 つまずきの石 中島昭和訳　春秋社,1983.10.
- モーリヤック著作集 6　ありし日の一青年 高山鉄男訳 イエスの生涯 上総英郎訳　春秋社　1983.8.
- モーリヤック著作集 2　神への本能、あるいは良心 高橋たか子訳 医院でのテレーズ・ホテルでのテレーズ 藤井史郎訳 夜の終り 牛場暁夫訳 小説論・小説家と作中人物 川口篤訳　春秋社,1983.2.
- モーリヤック著作集 4　フロントナック家の神秘 品田一良,藤井史郎訳 海への道 中島公子訳 神とマンモン 岩瀬孝訳　春秋社1984.3.
- 残された言葉 インタビュー集 キース・ゴシュ編 田辺保,崔達用訳　教文館,1989.7.